# Nederlandse kampioenschappen schaatsen afstanden 1990 - 1500 meter vrouwen
De Nederlandse kampioenschappen schaatsen afstanden 1990 - 1500 meter vrouwen worden gehouden in januari 1990 in Thialf, Heerenveen. 
Titelverdedigster is Yvonne van Gennip die de titel pakte tijdens de Nederlandse kampioenschappen schaatsen afstanden 1989, maar zij startte deze editie niet.

## Uitslag
| #      | Schaatser               | Tijd    |
| ------ | ----------------------- | ------- |
| Goud   | Herma Meijer            | 2.10,25 |
| Zilver | Marieke Stam            | 2.10,81 |
| Brons  | Jolanda Grimbergen      | 2.11,14 |
| 4      | Lia van Schie           | 2.11,26 |
| 5      | Alida Pasveer           | 2.11,51 |
| 6      | Sandra Voetelink        | 2.11,71 |
| 7      | Jacqueline van Straaten | 2.11,95 |
| 8      | Christine Aaftink       | 2.12,05 |
| 9      | Anja Bollaart           | 2.12,26 |
| 10     | Hanneke de Vries        | 2.12,28 |
| 11     | Carla Zijlstra          | 2.12,64 |
| 12     | Gonnie Brunia           | 2.13,91 |
| 13     | Sandra Zwolle           | 2.14,12 |
| 14     | Marga Preuter           | 2.14,72 |
| 15     | Ellen Linnenbank        | 2.15,35 |
| DQ     | Henriët van der Meer    | ––––––  |

1987 · 
1988 · 
1989 · 
1990 · 
1991 · 
1992 · 
1993 · 
1994 · 
1995 · 
1996 · 
1997 · 
1998 · 
1999 · 
2000 · 
2001 · 
2002 · 
2003 · 
2004 · 
2005 · 
2006 · 
2007 · 
2008 · 
2009 · 
2010 · 
2011 · 
2012 · 
2013 · 
2014 · 
2015 · 
2016 · 
2017 · 
2018 · 
2019 · 
2020 · 
2021 · 
2022 · 
2023 · 
2024 · 
2025